# نبردناو کلاس ایندیانا
نبردناو کلاس ایندیانا (به انگلیسی: Indiana-class battleship) یک کلاس از کشتی است که طول آن ۳۵۱ فوت (۱۰۷ متر) می‌باشد.